# Lesław Grech
Lesław Grech (ur. 27 marca 1972 w Lubinie) – piłkarz polski grający na pozycji pomocnika.

## Kariera
Karierę piłkarską Grech rozpoczął w klubie Stal Chocianów. Grał w nim w latach 1988-1990. Latem 1990 roku przeszedł do pierwszoligowego Zagłębia Lubin. W debiutanckim sezonie rozegrał 2 ligowe mecze i został z Zagłębiem mistrzem Polski. W klubie z Lubina grał do końca 1992 roku.
Na początku 1993 roku Grech przeszedł do Śląska Wrocław. W sezonie 1992/1993 spadł ze Śląskiem z pierwszej do drugiej ligi. W sezonie 1995/1996 i 1996/1997 ponownie grał ze Śląskiem w ekstraklasie.
W 1997 roku Grech odszedł ze Śląska do Lechii Zielona Góra. W sezonie 1997/1998 grał w Chrobrym Głogów. W 1999 roku przeszedł do Górnika Polkowice i występował w nim do końca 2002 roku. Następnie był zawodnikiem takich klubów jak: BKS Bolesławiec, Zamet Przemków i Płomień Radwanice. W tym ostatnim zakończył swoją karierę w 2007 roku.
Ogółem w polskiej ekstraklasie Grech rozegrał 70 meczów i strzelił 6 goli.